# Phyllodromica danflousi
Phyllodromica danflousi es una especie de cucaracha del género Phyllodromica, familia Ectobiidae. Fue descrita científicamente por Maurel en 2011.
Habita en Argelia.